# Torben von Lowzow
Torben Alexander von Lowzow (født 8. marts 1962 på Frederiksberg) er cand.polyt., HD, bankmand, hofjægermester, kammerherre og bestyrelsesformand.
Torben von Lowzow blev civilingeniør i 1987 og 11 år senere HD (finansiering), 1992 MBA IMD Han var ansat i Danske Bank 1987-2001, hvor han blev vicedirektør i 2000. Dernæst administrerende direktør i Gudme Raaschou Bank 2002-2004 og efterfølgende 2005-2006 HSH Nordbank AG, 2007-2011 partner i Capman Invest. I 1994 overtog han godset Løvenholt ved Silkeborg efter sin far, Lennart von Lowzow. Siden 2011 har han været direktør i IstoCorp. Han bor i Klampenborg.
Fra 2006 bestyrelsesmedlem i SLS Skovadministration A/S, fra 2007 Ordyhna Hld. A/S, fra 2009 Dedert Corp. (2013 formand), fra 2013 Herlufsholm (2019-2022 bestyrelsesformand).
Som bestyrelsesformand medvirkede Torben von Lowzow i fyringen af daværende rektor for Herlufsholm Mikkel Kjellberg i 2022. Dette skete, kort efter at TV 2 afdækkede en serie voldelige episoder, som havde fundet sted på Herlufsholm over en længere periode, under opsyn af rektoren og bestyrelsen. Den 25. juni 2022 trådte von Lowzow tilbage som bestyrelsesformand for Herlufsholm sammen med den øvrige bestyrelse.